# San Carlos, Hueytamalco
San Carlos är en ort i Mexiko.   Den ligger i kommunen Hueytamalco och delstaten Puebla, i den sydöstra delen av landet, 200 km öster om huvudstaden Mexico City. San Carlos ligger 773 meter över havet och antalet invånare är 159.
Terrängen runt San Carlos är huvudsakligen kuperad, men åt sydväst är den bergig. Terrängen runt San Carlos sluttar norrut. Runt San Carlos är det ganska tätbefolkat, med 248 invånare per kvadratkilometer. Närmaste större samhälle är Teziutlan, 17,0 km söder om San Carlos. I omgivningarna runt San Carlos växer huvudsakligen savannskog.